# Stalingrad (film 1943)
Stalingrad (ros. Сталинград) – radziecki czarno-biały film dokumentalny z 1943 w reżyserii Leonida Warłamowa poświęcony walkom o to miasto podczas II wojny światowej. Jest to pierwszy film dokumentalny o bitwie pod Stalingradem, który pokazuje cały przebieg bitwy od początku do końca.

## Nagrody
- 1943: Nagroda Stalinowska pierwszego stopnia w dziedzinie literatury i sztuki w gatunku kroniki dokumentalnej kinematografii.